# Démographie du Bas-Rhin
La démographie du Bas-Rhin est caractérisée par une densité moyenne et une population jeune qui croît rapidement depuis les années 1950.
Avec ses 1 156 963 habitants en 2022, le département français du Bas-Rhin se situe en 19e position sur le plan national.
En six ans, de 2015 à 2021, sa population s'est accrue de près de 36 100 unités, c'est-à-dire de plus ou moins 6 000 personnes par an. Mais cette variation est différenciée selon les 514 communes que comporte le département.
La densité de population du Bas-Rhin, 243,3 habitants par kilomètre carré en 2022, est deux fois supérieure à celle de la France entière qui est de 107,1 hab./km2 pour la même année.

## Évolution démographique du département du Bas-Rhin
Le département a été créé par décret du 4 mars 1790. Il comporte alors quatre districts (Haguenau, Benfeld, Strasbourg, Wissembourg) et 32 cantons. Le premier recensement sera réalisé en 1801 et ce dénombrement, reconduit tous les cinq ans à partir de 1821, permettra de connaître plus précisément l'évolution des territoires.
Avec 540 213 habitants en 1831, le département représente 1,66 % de la population française, qui est alors de 32 569 000 habitants. De 1831 à 1866, il va gagner 48 757 habitants, soit une augmentation de 0,26 % moyen par an, égal au taux d'accroissement national de 0,48 % sur cette même période.
L'évolution démographique entre la Guerre franco-prussienne de 1870 et la Première Guerre mondiale est plus forte qu'au niveau national. Sur cette période, la population ne s'accroît que de 100 532 habitants, soit un accroissement de 16,74 % alors qu'il est de 10 % au niveau national. La population gagne 9,23 % pour la période de l'entre-deux guerres courant de 1921 à 1936 parallèlement à une croissance au niveau national de 6,9 %.
À l'instar des autres départements français, le Bas-Rhin va ensuite connaître un essor démographique après la Seconde Guerre mondiale, plus élevé qu'au niveau national. 
En 2022, le département comptait 1 156 963 habitants, en évolution de +3,17 % par rapport à 2016 (France hors Mayotte : +2,11 %).
| 1791 | 1801    | 1806    | 1821 | 1826 | 1831    | 1836    | 1841    | 1846 |
| ---- | ------- | ------- | ---- | ---- | ------- | ------- | ------- | ---- |
| -    | 450 238 | 500 926 | -    | -    | 540 213 | 561 859 | 560 113 | -    |

| 1851    | 1856    | 1861    | 1866    | 1872    | 1876    | 1881    | 1886    | 1891    |
| ------- | ------- | ------- | ------- | ------- | ------- | ------- | ------- | ------- |
| 587 434 | 563 855 | 577 574 | 588 970 | 600 406 | 598 180 | 612 015 | 612 077 | 621 505 |

| 1896    | 1901    | 1906    | 1911    | 1921    | 1926    | 1931    | 1936    | 1946    |
| ------- | ------- | ------- | ------- | ------- | ------- | ------- | ------- | ------- |
| 638 624 | 659 432 | 686 695 | 700 938 | 651 686 | 670 985 | 688 242 | 711 830 | 673 281 |

| 1954    | 1962    | 1968    | 1975    | 1982    | 1990    | 1999      | 2006      | 2011      |
| ------- | ------- | ------- | ------- | ------- | ------- | --------- | --------- | --------- |
| 707 934 | 770 150 | 827 367 | 882 121 | 915 676 | 953 053 | 1 026 120 | 1 079 016 | 1 099 269 |

| 2016      | 2021      | 2022      | - | - | - | - | - | - |
| --------- | --------- | --------- | - | - | - | - | - | - |
| 1 121 407 | 1 152 662 | 1 156 963 | - | - | - | - | - | - |

## Population par divisions administratives

### Arrondissements
Le département du Bas-Rhin comporte cinq arrondissements. La population se concentre principalement sur l'arrondissement de Strasbourg, qui recense 45 % de la population totale du département en 2022, avec une densité de 1 532,5 hab./km2, contre 21 % pour l'arrondissement de Haguenau-Wissembourg, 14 % pour celui de Sélestat-Erstein, 11 % pour celui de Saverne et 9 % pour celui de Molsheim.
| Arrondissement       | Population(2022) | Variation(2022/2016)                       | Superficie(km2) | Densité(hab./km2) |
| -------------------- | ---------------- | ------------------------------------------ | --------------- | ----------------- |
| Strasbourg           | 517 386          | en évolution de +5,29 % par rapport à 2016 | 337,6           | 1 532,5           |
| Haguenau-Wissembourg | 245 084          | en évolution de +1,78 % par rapport à 2016 | 1 424,6         | 172               |
| Sélestat-Erstein     | 160 566          | en évolution de +2,62 % par rapport à 2016 | 980,5           | 163,8             |
| Saverne              | 129 260          | en évolution de +0,13 % par rapport à 2016 | 1 241           | 104,2             |
| Molsheim             | 104 667          | en évolution de +1 % par rapport à 2016    | 771,2           | 135,7             |
| Source : Insee.      |                  |                                            |                 |                   |

### Communes de plus de10 000 habitants
Sur les 514 communes que comprend le département du Bas-Rhin, 98 ont en 2021 une population municipale supérieure à 2 000 habitants, 35 ont plus de 5 000 habitants, quatorze ont plus de 10 000 habitants et quatre ont plus de 25 000 habitants : Strasbourg, Haguenau, Schiltigheim et Illkirch-Graffenstaden.
Les évolutions respectives des communes de plus de 10 000 habitants sont présentées dans le tableau ci-après.
| Commune                | Population(2022) | Variation(2022/2016)                        | Superficie(km2) | Densité(hab./km2) |
| ---------------------- | ---------------- | ------------------------------------------- | --------------- | ----------------- |
| Strasbourg             | 291 709          | en évolution de +4,45 % par rapport à 2016  | 78,26           | 3 727,4           |
| Haguenau               | 36 070           | en évolution de +4,67 % par rapport à 2016  | 182,59          | 197,5             |
| Schiltigheim           | 34 382           | en évolution de +8,08 % par rapport à 2016  | 7,63            | 4 506,2           |
| Illkirch-Graffenstaden | 27 339           | en évolution de +1,87 % par rapport à 2016  | 22,21           | 1 230,9           |
| Lingolsheim            | 20 683           | en évolution de +11,38 % par rapport à 2016 | 5,69            | 3 635             |
| Sélestat               | 19 523           | en évolution de +2,09 % par rapport à 2016  | 44,4            | 439,7             |
| Bischheim              | 18 289           | en évolution de +6,46 % par rapport à 2016  | 4,41            | 4 147,2           |
| Ostwald                | 13 492           | en évolution de +6,12 % par rapport à 2016  | 7,11            | 1 897,6           |
| Bischwiller            | 12 211           | en évolution de −2,79 % par rapport à 2016  | 17,25           | 707,9             |
| Obernai                | 12 303           | en évolution de +12,33 % par rapport à 2016 | 25,74           | 478               |
| Hœnheim                | 11 413           | en évolution de +1,98 % par rapport à 2016  | 3,42            | 3 337,1           |
| Saverne                | 11 323           | en évolution de +1,54 % par rapport à 2016  | 26,01           | 435,3             |
| Erstein                | 11 076           | en évolution de +3,81 % par rapport à 2016  | 36,22           | 305,8             |
| Brumath                | 10 369           | en évolution de +4,6 % par rapport à 2016   | 29,54           | 351               |
| Source : Insee.        |                  |                                             |                 |                   |

## Unités urbaines
Les évolutions respectives des unités urbaines de plus d'une commune sont présentées dans le tableau ci-après.
|    | CodeInsee | Unité urbaine                      | Nombre decommunes(2018) | Population(2022) |
| -- | --------- | ---------------------------------- | ----------------------- | ---------------- |
| 1  | 67701     | Strasbourg (partie française)      | 23                      | 489 538          |
| 2  | 67501     | Haguenau                           | 6                       | 61 099           |
| 3  | 67401     | Molsheim                           | 10                      | 27 115           |
| 4  | 67306     | Saverne                            | 8                       | 18 699           |
| 5  | 67305     | Reichshoffen-Niederbronn-les-Bains | 4                       | 14 696           |
| 6  | 67303     | Obernai                            | 2                       | 13 769           |
| 7  | 67304     | La Broque                          | 8                       | 12 846           |
| 8  | 67302     | Erstein                            | 2                       | 11 917           |
| 9  | 67301     | Brumath                            | 4                       | 11 813           |
| 10 | 67213     | Barr                               | 3                       | 9 294            |
| 11 | 67212     | Rosheim                            | 2                       | 8 769            |
| 12 | 67211     | Benfeld                            | 2                       | 8 616            |
| 13 | 67208     | Entzheim                           | 4                       | 8 126            |
| 14 | 67207     | Marlenheim                         | 5                       | 7 380            |
| 15 | 67206     | Val-de-Moder                       | 3                       | 6 408            |
| 16 | 67204     | Hochfelden                         | 2                       | 5 802            |
| 17 | 67201     | Ingwiller                          | 3                       | 5 069            |
| 18 | 67145     | Bœrsch                             | 3                       | 4 540            |
| 19 | 67143     | Rœschwoog                          | 2                       | 4 273            |
| 20 | 67139     | Rhinau                             | 2                       | 4 082            |
| 21 | 67136     | Gries                              | 2                       | 3 973            |
| 22 | 67135     | Wittisheim                         | 2                       | 3 896            |
| 23 | 67134     | Dingsheim                          | 3                       | 3 741            |
| 24 | 67128     | Ittenheim                          | 3                       | 3 361            |
| 25 | 67124     | Wingersheim les Quatre Bans        | 3                       | 3 240            |
| 26 | 67126     | Oberhaslach                        | 2                       | 3 125            |
| 27 | 67123     | Sessenheim                         | 2                       | 3 065            |
| 28 | 67122     | Schirrhein                         | 2                       | 3 063            |
| 29 | 67121     | Andlau                             | 3                       | 2 859            |
| 30 | 67114     | Matzenheim                         | 2                       | 2 917            |
| 31 | 67120     | Villé                              | 4                       | 2 779            |
| 32 | 67116     | Mothern                            | 2                       | 2 726            |
| 33 | 67102     | Furdenheim                         | 2                       | 2 318            |
| 34 | 67104     | Kogenheim                          | 2                       | 2 180            |

| Strasbourg Haguenau Molsheim Sélestat Saverne Reichshoffen - Niederbronn-les-Bains La Broque Obernai Erstein Brumath Barr Benfeld Rosheim Wissembourg Geispolsheim Entzheim Val-de-Moder Marlenheim La Wantzenau Châtenois Wasselonne Hochfelden Ingwiller Drusenheim Soufflenheim |

## Structures des variations de population

### Soldes naturels et migratoires depuis 1968
La variation moyenne annuelle est positive et en légère régression depuis les années 1970, passant de 0,9 à 0,5 %.
Le solde naturel annuel qui est la différence entre le nombre de naissances et le nombre de décès enregistrés au cours d'une même année, a baissé, passant de 0,6 à 0,2 %. La baisse du taux de natalité, qui passe de 17 à 10,8 ‰, est en fait compensée par une baisse plus faible du taux de mortalité, qui parallèlement passe de 11,2 à 8,5 ‰.
Le flux migratoire reste positif sur la période courant de 1968 à 2021, autour de 0,3 %.
| Indicateurs démographiques                       | 1968 à1975 | 1975 à1982 | 1982 à1990 | 1990 à1999 | 1999 à2010 | 2010 à2015 | 2015 à2021 |
| ------------------------------------------------ | ---------- | ---------- | ---------- | ---------- | ---------- | ---------- | ---------- |
| Variation annuelle moyenne de la population en % | 0,9        | 0,5        | 0,5        | 0,8        | 0,6        | 0,4        | 0,5        |
| - due au solde naturel en %                      | 0,6        | 0,4        | 0,4        | 0,5        | 0,5        | 0,4        | 0,2        |
| - due au solde apparent des entrées sorties en % | 0,3        | 0,2        | 0,1        | 0,3        | 0,1        | -0,0       | 0,3        |
| Taux de natalité en ‰                            | 17,0       | 14,0       | 13,9       | 13,3       | 12,5       | 11,9       | 10,8       |
| Taux de mortalité en ‰                           | 11,2       | 10,3       | 9,5        | 8,5        | 7,7        | 7,7        | 8,5        |
| Source : Insee.                                  |            |            |            |            |            |            |            |

### Mouvements naturels sur la période 2014-2022
En 2014, 13 262 naissances ont été dénombrées contre 8 660 décès. Le nombre annuel des naissances a diminué depuis cette date, passant à 11 298 en 2022, indépendamment à une augmentation, mais relativement faible, du nombre de décès, avec 10 808 en 2022. Le solde naturel est ainsi positif et diminue, passant de 4 602 à 490.
Pour des raisons techniques, il est temporairement impossible d'afficher le graphique qui aurait dû être présenté ici.

## Densité de population
La densité de population est en augmentation depuis 1968, en cohérence avec l'augmentation de la population.
En 2021, la densité était de 242,4 hab./km2.
| 1968 |  | 174.0 |  |

| 1975 |  | 185.5 |  |

| 1982 |  | 192.6 |  |

| 1990 |  | 200.4 |  |

| 1999 |  | 215.8 |  |

| 2010 |  | 230.5 |  |

| 2015 |  | 234.8 |  |

| 2021 |  | 242.4 |  |

## Répartition par sexes et tranches d'âges
La population du département est plus jeune qu'au niveau national.
En 2021, le taux de personnes d'un âge inférieur à 30 ans s'élève à 35,6 %, soit au-dessus de la moyenne nationale (35,1 %). À l'inverse, le taux de personnes d'âge supérieur à 60 ans est de 25,2 % la même année, alors qu'il est de 26,6 % au niveau national.
En 2021, le département comptait 560 491 hommes pour 592 171 femmes, soit un taux de 51,37 % de femmes, légèrement inférieur au taux national (51,61 %).
Les pyramides des âges du département et de la France s'établissent comme suit.
| Hommes | Classe d’âge | Femmes |
| ------ | ------------ | ------ |
| 0,6    | 90 ou +      | 1,6    |
| 6,6    | 75-89 ans    | 8,7    |
| 16,2   | 60-74 ans    | 16,7   |
| 20,7   | 45-59 ans    | 20     |
| 19     | 30-44 ans    | 18,8   |
| 19,5   | 15-29 ans    | 18,5   |
| 17,5   | 0-14 ans     | 15,7   |

| Hommes | Classe d’âge | Femmes |
| ------ | ------------ | ------ |
| 0,7    | 90 ou +      | 1,9    |
| 7,0    | 75-89 ans    | 9,5    |
| 16,6   | 60-74 ans    | 17,5   |
| 20,0   | 45-59 ans    | 19,5   |
| 18,8   | 30-44 ans    | 18,3   |
| 18,3   | 15-29 ans    | 16,7   |
| 18,6   | 0-14 ans     | 16,7   |

## Répartition par catégories socioprofessionnelles
La catégorie socioprofessionnelle des ouvriers est surreprésentée par rapport au niveau national. Avec 13,9 % en 2021, elle est 2,2 points au-dessus du taux national (11,7 %). La catégorie socioprofessionnelle des retraités est quant à elle sous-représentée par rapport au niveau national. Avec 25,1 % en 2021, elle est 1,7 points en dessous du taux national (26,8 %).
| Catégorie socioprofessionnelle                    | 2015    | 2015 | 2021    | 2021 | Détails de l'année 2021 | Détails de l'année 2021 | Détails de l'année 2021            | Détails de l'année 2021            | Détails de l'année 2021            |
| Catégorie socioprofessionnelle                    | Nb      | %    | Nb      | %    | Hommes                  | Femmes                  | Part en % de la population âgée de | Part en % de la population âgée de | Part en % de la population âgée de |
| Catégorie socioprofessionnelle                    | Nb      | %    | Nb      | %    | Hommes                  | Femmes                  | 15 à 24 ans                        | 25 à 54 ans                        | 55 ans ou +                        |
| ------------------------------------------------- | ------- | ---- | ------- | ---- | ----------------------- | ----------------------- | ---------------------------------- | ---------------------------------- | ---------------------------------- |
| Agriculteurs exploitants                          | 3 445   | 0,4  | 3 257   | 0,3  | 2 390                   | 866                     | 0,1                                | 0,4                                | 0,3                                |
| Artisans, commerçants, chefs d'entreprise         | 27 106  | 2,9  | 29 925  | 3,1  | 20 972                  | 8 953                   | 0,6                                | 4,8                                | 2,1                                |
| Cadres et professions intellectuelles supérieures | 87 083  | 9,4  | 100 349 | 10,4 | 58 555                  | 41 794                  | 2,6                                | 17,4                               | 5,2                                |
| Professions intermédiaires                        | 137 316 | 14,8 | 147 979 | 15,4 | 67 882                  | 80 097                  | 9,6                                | 25,0                               | 6,1                                |
| Employés                                          | 149 131 | 16,1 | 147 114 | 15,3 | 36 678                  | 110 435                 | 15,5                               | 22,4                               | 6,6                                |
| Ouvriers                                          | 141 008 | 15,2 | 133 650 | 13,9 | 103 263                 | 30 387                  | 12,7                               | 20,6                               | 6,3                                |
| Retraités                                         | 229 071 | 24,8 | 241 798 | 25,1 | 111 973                 | 129 825                 | 0,0                                | 0,1                                | 65,3                               |
| Autres personnes sans activité professionnelle    | 150 848 | 16,3 | 158 034 | 16,4 | 61 578                  | 96 456                  | 58,9                               | 9,2                                | 7,9                                |
| Ensemble                                          | 925 008 | 100  | 962 105 | 100  | 463 293                 | 498 813                 | 100                                | 100                                | 100                                |
| Sources : Insee,.                                 |         |      |         |      |                         |                         |                                    |                                    |                                    |